# Kim Wilson
Kim Wilson (Detroit, 6 januari 1951) is een Amerikaanse bluesrockzanger en mondharmonicaspeler.

## Biografie
Wilson groeide op als zoon van twee radio-popzangers in Californië. Reeds als kind kreeg hij les voor gitaar en trombone. Pas als senior aan de middelbare school begon hij zich te interesseren voor blues. Vanaf 1970 begon hij professioneel blues te spelen. Het spelen op de mondharmonica kreeg hij bijgebracht door verschillende bluesmuzikanten, met wie hij op dat moment speelde. Tot de muzikanten, met wie hij tijdens de jaren 1970 samenwerkte, behoorden Eddie Taylor, Charlie Musselwhite, John Lee Hooker, Sonny Rhodes en uiteindelijk Muddy Waters.
Naast zijn werk met de T-Birds, begon Wilson begin jaren 1990 ook soloplaten uit te brengen. Zijn solodebuut Tigerman verscheen in 1993 en bood naast slechts drie eigen composities verschillende oude blues-klassiekers, waaronder van Tampa Red, Roosevelt Sykes en Lonnie Johnson. Ook op het opvolgende album That's Life uit 1994 zijn slechts drie eigen songs te horen. Naast enkele publicaties met The Fabulous Thunderbirds en enkele verdere soloalbums trad Wilson tijdens de jaren 1990 regelmatig op met Bonnie Raitt.

## Discografie
- 1993: Tigerman
- 1994: That’s Life
- 1997: Will the Circle Be Unbroken
- 1997: My Blues
- 2001: Smokin’ Joint
- 2003: Lookin’ for Trouble

- Bibliothèque nationale de France: cb13972571z (data)
- Gemeinsame Normdatei: 134914333
- International Standard Name Identifier: 0000 0000 7367 1586
- Library of Congress Control Number: no97049324
- MusicBrainz: d30137de-a6bc-4330-bbbb-743e3551e892
- Nederlandse Thesaurus van Auteursnamen: 110438663
- Virtual International Authority File: 76508056
- WorldCat: E39PBJy8tHhMKKBqGmD666Pmh3